# Pseudomalachite
La pseudomalachite è un minerale.

## Origine e giacitura
Si tratta di un minerale secondario che si forma nella zona di ossidazione dei giacimenti di rame associato con malachite, crisocolla, tenorite, piromorfite.
È stata trovata presso Likasi nella provincia di Katanga (Repubblica Democratica del Congo), in Turingia (Germania), in Cornovaglia, in Francia, in Belgio, in Pennsylvania e in Australia.

## Forma in cui si presenta in natura
Si presenta in masse o in croste mammellonari a struttura fibrosa-raggiata o a bande concentriche di color verde malachite o verde-nero.